# Gypsophila bermejoi
Gypsophila bermejoi là loài thực vật có hoa thuộc họ Cẩm chướng. Loài này được G.López mô tả khoa học đầu tiên năm 1984.